# Lechateliérite
La lechateliérite est un minéraloïde constitué de dioxyde de silicium SiO2 amorphe, généralement classée parmi les silicates bien qu'elle n'en soit pas une au sens strict. Elle se forme par fusion de sable siliceux lors d'un impact de foudre, ce qui donne naissance à un tube irrégulier et ramifié de silice vitreuse appelé fulgurite et constitué de lechateliérite si le sable est de la silice suffisamment pure. Elle peut également se former par métamorphisme d'onde de choc lors d'un impact météoritique et constitue l'essentiel des tectites, un type d'éjectas vitreux formés par les météorites.
Les tectites sont généralement des masses vitreuses chargées d'impuretés, mais celles du Sahara, notamment en Libye et en Égypte, appelées verre libyque, sont constituées de lechateliérite quasiment pure. On a montré expérimentalement qu'une pression de 85 GPa est nécessaire pour produire de la lechateliérite à partir de grains de quartz inclus dans du granite.
De la lechateliérite s'est formée dans une couche de grès lors de l'impact du Meteor Crater, et a subi une expansion sous l'effet de la vapeur lors de la chute de pression rapide après l'impact, de sorte qu'elle a une masse volumique inférieure à celle de l'eau.
De la lechateliérite (trinitite) s'est également formée par vitrification des sables du désert d'Alamogordo lors de l'essai Trinity de la première arme nucléaire, le 16 juillet 1945.